# Rally de Córcega de 2015

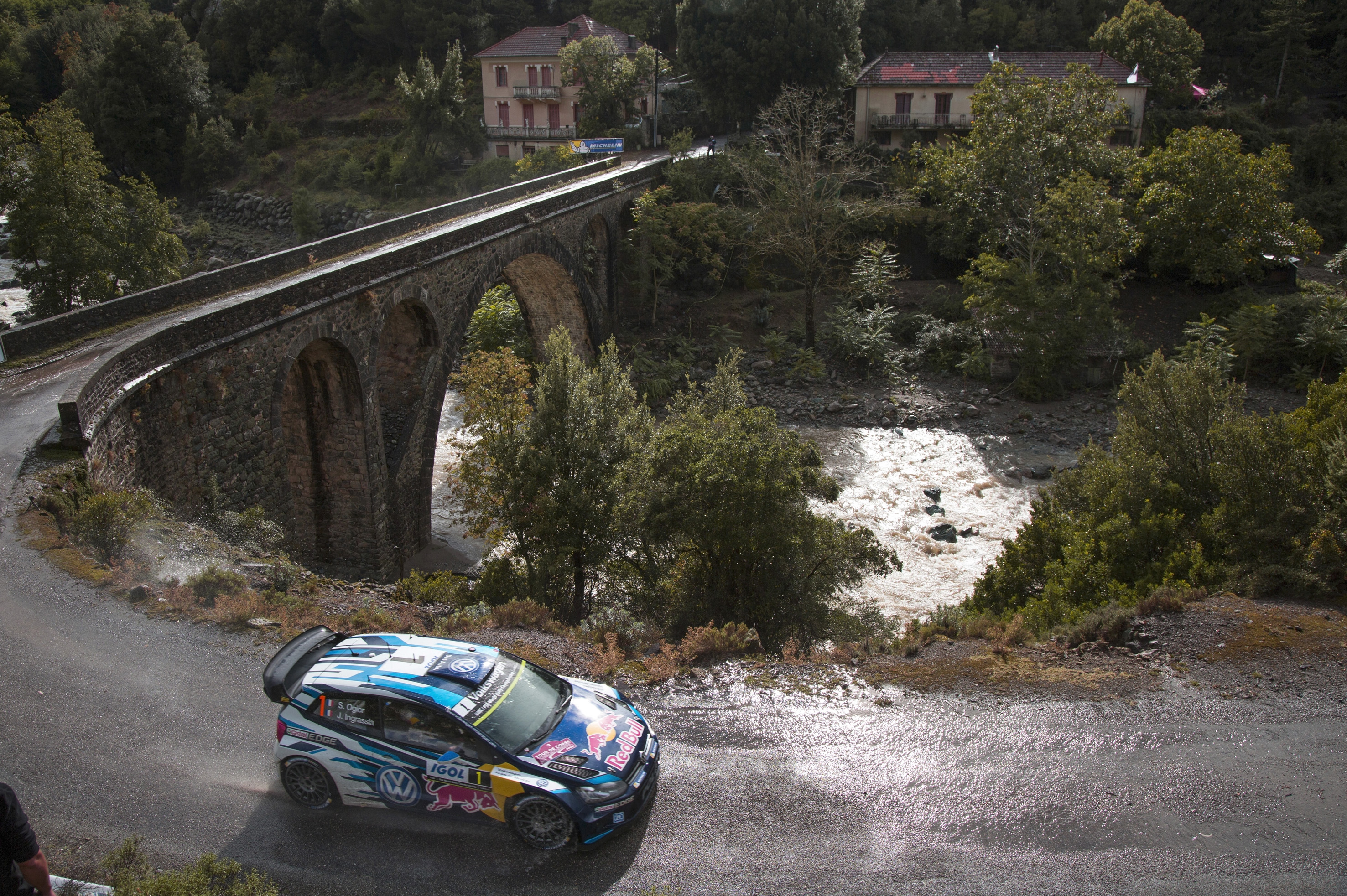
Sébastien Ogier y su copiloto Julien Ingrassia en su VW Polo R WRC en el Rally de Francia 2015.

El Rally de Córcega de 2015, oficialmente 58ème Tour de Corse, fue la quincuagésima octava edición y la decimoprimera ronda de la temporada 2015 del Campeonato Mundial de Rally. Se celebró del 1 al 4 de octubre y contó con un itinerario de 9 tramos sobre asfalto que sumaron un total de 332.73 km cronometrados. Fue también la decimoprimera ronda de los campeonatos WRC 2 y WRC 3.
Jari-Matti Latvala se quedó con la victoria con un tiempo de 2:39:46.7 dejando por detrás a Evans a 43.1s y a Mikkelsen a 46.3s.

## Itinerario
| Día   | Tramo | Nombre                               | Distancia | Ganador de la etapa               | Ganador de la etapa               | No.             | Equipo                   | Tiempo          | Líder de la general                                                 |
| ----- | ----- | ------------------------------------ | --------- | --------------------------------- | --------------------------------- | --------------- | ------------------------ | --------------- | ------------------------------------------------------------------- |
| 2 Oct | SS1   | Plage du Liamone - Sarrola-Carcopino | 29.12 km  | Sébastien Ogier Julien Ingrassia  | Sébastien Ogier Julien Ingrassia  | 1               | Volkswagen Motorsport    | 19:44.0         | Sébastien Ogier Julien Ingrassia / Robert Kubica Maciek Szczepaniak |
| 2 Oct | SS1   | Plage du Liamone - Sarrola-Carcopino | 29.12 km  | Robert Kubica Maciek Szczepaniak  | Robert Kubica Maciek Szczepaniak  | 14              | Robert Kubica            | 19:44.0         | Sébastien Ogier Julien Ingrassia / Robert Kubica Maciek Szczepaniak |
| 2 Oct | SS2   | Casamozza- Ponte Leccia 1            | 43.69 km  | Etapa Cancelada                   | Etapa Cancelada                   | Etapa Cancelada | Etapa Cancelada          | Etapa Cancelada | Sébastien Ogier Julien Ingrassia / Robert Kubica Maciek Szczepaniak |
| 2 Oct | SS3   | Francardo - Sermano 1                | 36.43 km  | Elfyn Evans Daniel Barritt        | Elfyn Evans Daniel Barritt        | 5               | M-Sport World Rally Team | 26:48.5         | Elfyn Evans Daniel Barritt                                          |
| 3 Oct | SS4   | Casamozza- Ponte Leccia 2            | 43.69 km  | Etapa Cancelada                   | Etapa Cancelada                   | Etapa Cancelada | Etapa Cancelada          | Etapa Cancelada | Elfyn Evans Daniel Barritt                                          |
| 3 Oct | SS5   | Francardo - Sermano 2                | 36.43 km  | Jari-Matti Latvala Miikka Anttila | Jari-Matti Latvala Miikka Anttila | 2               | Volkswagen Motorsport    | 26:50.5         | Elfyn Evans Daniel Barritt                                          |
| 3 Oct | SS6   | Muracciole - Col de Sorba            | 48.46 km  | Sébastien Ogier Julien Ingrassia  | Sébastien Ogier Julien Ingrassia  | 1               | Volkswagen Motorsport    | 28:14.2         | Jari-Matti Latvala Miikka Anttila                                   |
| 4 Oct | SS7   | Sotta - Chialza                      | 36.71 km  | Sébastien Ogier Julien Ingrassia  | Sébastien Ogier Julien Ingrassia  | 1               | Volkswagen Motorsport    | 21:14.6         | Jari-Matti Latvala Miikka Anttila                                   |
| 4 Oct | SS8   | Zerubia - Martini                    | 41.46 km  | Dani Sordo Marc Martí             | Dani Sordo Marc Martí             | 8               | Hyundai Motorsport       | 25:21.4         | Jari-Matti Latvala Miikka Anttila                                   |
| 4 Oct | SS9   | Bisinao - Agosta Plage               | 16.74 km  | Sébastien Ogier Julien Ingrassia  | Sébastien Ogier Julien Ingrassia  | 1               | Volkswagen Motorsport    | 10:23.2         | Jari-Matti Latvala Miikka Anttila                                   |

### Power Stage
El power stage al igual que en las anteriores carreras fue la última etapa del rally y tuvo un recorrido total de 16.74 km.
| Pos | Piloto             | Coche                 | Tiempo  | Dif.  | Pts |
| --- | ------------------ | --------------------- | ------- | ----- | --- |
| 1   | Sébastien Ogier    | Volkswagen Polo R WRC | 10:23.2 | 0.0   | 3   |
| 2   | Robert Kubica      | Ford Fiesta RS WRC    | 10:31.8 | +8.6  | 2   |
| 3   | Jari-Matti Latvala | Volkswagen Polo R WRC | 10:33.4 | +10.2 | 1   |

## Clasificación final
| 1.  | Jari-Matti Latvala | Miikka Anttila         | Volkswagen Polo R WRC | 2:39:46,7 | -       | 26 |
| 2.  | Elfyn Evans        | Daniel Barrit          | Ford Fiesta RS WRC    | 2:40:29,8 | +43.1   | 18 |
| 3.  | Andreas Mikkelsen  | Ola Fløene             | Volkswagen Polo R WRC | 2:40:33,0 | +43.3   | 15 |
| 4.  | Kris Meeke         | Paul Nagle             | Citroën DS3 WRC       | 2:41:20,1 | +1:33.4 | 12 |
| 5.  | Hayden Paddon      | John Kennard           | Hyundai i20 WRC       | 2:41:40,3 | +1:53.6 | 10 |
| 6.  | Mads Østberg       | Jonas Andersson        | Citroën DS3 WRC       | 2:41:46,5 | +1:59.8 | 8  |
| 7.  | Dani Sordo         | Marc Martí             | Hyundai i20 WRC       | 2:41:57,1 | +2:10.4 | 6  |
| 8.  | Bryan Bouffier     | Thibault de la Haye    | Ford Fiesta RS WRC    | 2:41:59,5 | +2:12.8 | 4  |
| 9.  | Stéphane Sarrazin  | Jacques-Julien Renucci | Ford Fiesta RS WRC    | 2:42:26,0 | +2:39.3 | 2  |
| 10. | Ott Tänak          | Ragio Mölder           | Ford Fiesta RS WRC    | 2:43:29,7 | +3:43.0 | 1  |